# روشناوند (فشارود)
روشناوند (بالفارسية: روشناوند) هي مستوطنة تقع في إيران في قسم فشارود الريفي. يقدر عدد سكانها بـ 197 نسمة .